# Asociación de Parteras Unidas del Pacífico
La Asociación de Parteras Unidas del Pacífico (ASOPARUPA) es una organización social y comunitaria conformada por parteras tradicionales afrodescendientes del Pacífico colombiano. Fundada en 1991 en Buenaventura, departamento del Valle del Cauca, la asociación tiene como propósito visibilizar, fortalecer y salvaguardar los saberes ancestrales vinculados a la partería tradicional, considerada un patrimonio cultural inmaterial de la nación. En la actualidad, agremia a más de 250 parteras y coordina una red de cerca de 1600 mujeres en distintas comunidades del litoral Pacífico.

## Historia
La tradición de la partería en Colombia, como en muchas culturas del mundo, se remonta a tiempos ancestrales. El conocimiento y la práctica han sido transmitidos oralmente de generación en generación, especialmente en las comunidades afrocolombianas, donde las parteras cumplen un rol vital en el cuidado de la salud sexual y reproductiva, particularmente en zonas rurales y apartadas donde no llega el sistema de salud estatal.
ASOPARUPA nació el 3 de mayo de 1991 como una respuesta a la exclusión institucional que vivían las parteras tradicionales, quienes a pesar de estar capacitadas y tener experiencia, eran rechazadas en centros médicos y carecían de reconocimiento legal. La fundadora y principal impulsora de la organización fue Rosmilda Quiñones, originaria del departamento de Nariño y residente en Buenaventura. Inspirada por la labor de otras parteras mayores y motivada por el deseo de rescatar saberes culturales en riesgo de desaparecer, Rosmilda lideró la creación de un espacio colectivo que brindara respaldo, formación y visibilidad a estas mujeres.

## Organización y funcionamiento
ASOPARUPA se organiza como una red comunitaria de base, conformada y administrada por mujeres. Coordina a más de 1600 parteras del Pacífico colombiano, principalmente de los departamentos de Valle del Cauca, Chocó, Cauca y Nariño. La organización funciona a través de asambleas, encuentros regionales y comités locales, donde se toman decisiones colectivas y se programan actividades de formación, incidencia y cuidado comunitario. 

## Impacto y reconocimiento
ASOPARUPA ha jugado un papel clave en el reconocimiento nacional e internacional de la partería tradicional. Gracias a sus esfuerzos, en 2016 la partería afrocolombiana fue declarada patrimonio cultural inmaterial de la nación. En 2017, se aprobó el Plan Especial de Salvaguardia (PES), y en 2022, la Sentencia T-128 de la Corte Constitucional reconoció el derecho de integrar la partería al sistema de salud colombiano.
La asociación ha fortalecido una red social comunitaria que brinda bienestar a mujeres y familias en contextos de pobreza, violencia y abandono estatal. ASOPARUPA también ha contribuido a visibilizar la lucha contra la violencia obstétrica y a revalorizar el papel de las mujeres afrodescendientes en la construcción de saberes médicos alternativos y comunitarios.